# Basilique Notre-Dame-de-Suyapa de Tegucigalpa
La basilique Notre-Dame-de-Suyapa est une église située à Tegucigalpa au Honduras, que l’Église catholique rattache à l’archidiocèse de Tegucigalpa. Elle a été nommée basilique mineure par le pape François le 9 septembre 2015, et la Conférence épiscopale du Honduras lui donne le statut de sanctuaire national depuis 1954. Elle est dédiée à la Vierge de Suyapa (es), et est la plus grande église catholique du pays.

## Historique
La Vierge de Suyapa (es) est déclarée patronne du Honduras en 1925. La construction d’un sanctuaire est décidée en 1943. Le pape Jean-Paul II visite le sanctuaire le 8 mars 1983,.

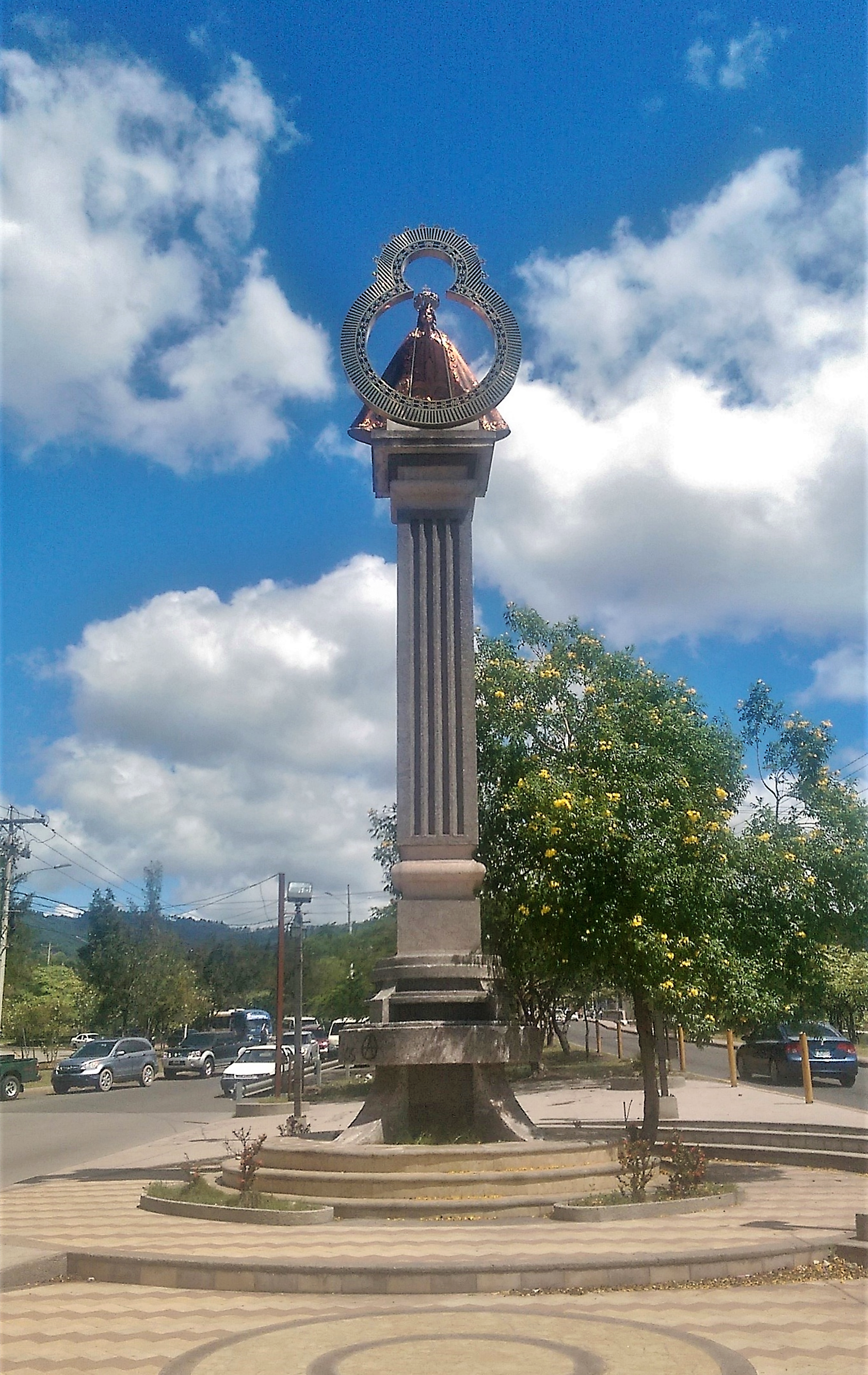
Monument inauguré le 31 janvier 2012 représentant la Vierge de Suyapa.